# اوئوکا شینبوکا
اوئوکا شینبوکا ((به ژاپنی: 大岡 春卜 Ōoka Shunboku)؛  – ) نقاش، و هنرمند اهل ژاپن بود.